# Ava (paquete)
O Ava foi um paquete francês de  Compagnie des Messageries Maritimes construído em  1870.
Ele foi lançado em 1 de outubro de 1870 no estaleiro La Ciotat. Foi o terceiro de uma série de cinco navios com o Amazone, o Sindh, o Pei Ho e o Mekong. Efetuou sua primeira viagem em 9 de abril de 1870 e percorreu o trajeto de Marselha até o extremo oriente. Ele permaneceu nesta rota até 1885, com exceção dos anos de 1881 e 1882, quando fazia apenas o trajeto no mediterrâneo.
Em 29 de julho  de  1885, o Ava chegou ao La Ciotat para uma remodelagem: foi removido uma de suas chaminés, teve seu casco repintado e sua maquinaria modificada. Retornou então ao serviço, participando no mesmo ano com o Amazone do transporte de tropas à Indochina. De 1890 a 1895, tinha como destino Madagascar até que março de 1893 sofreu danos em seas hélices entre Port-Saïd e Malta. Depois de ter participado em 1895 na expedição a Madagascar, ele foi designado para as linhas do Levante e, às vezes, servia no Oceano Índico.
O paquete foi retirado de serviço em 1900 e vendido em 17 de março para desmantelamento.